# 762
762 (DCCLXII) je bilo navadno leto, ki se je po julijanskem koledarju začelo na petek.

## Dogodki
- 1. januar
- Abasidski kalif Al Mansur ustanovi Bagdad

## Smrti
- Vineh, bolgarski kan (* ni znano)